# Peponium leucanthum
Peponium leucanthum là một loài thực vật có hoa trong họ Cucurbitaceae. Loài này được (Gilg) Cogn. mô tả khoa học đầu tiên năm 1924.